# Cuvette
Cuvette – jeden z departamentów Konga, położony w środkowej części państwa. Stolicą departamentu jest miasto Owando.
Departament ten zamieszkiwały w 2007 roku 156 044 osoby. Jego powierzchnia wynosi 48 250 km².
Departament ten podzielony jest na 9 dystryktów:
- Boundji
- Loukoléla
- Makoua
- Mossaka
- Ngoko
- Ntokou
- Oyo
- Owando
- Tchikapika